# Kappelen
Kappelen (tiếng Pháp: Chapelle) là một đô thị ở hạt Seeland của bang Bern ở Thụy Sĩ. Đô thị này có diện tích 10,98 km², dân số năm 2005 là 1.118 người.
Đô thị này có 1 sân bay.
87,23% nói tiếng Đức.